# Jörg Kastendiek

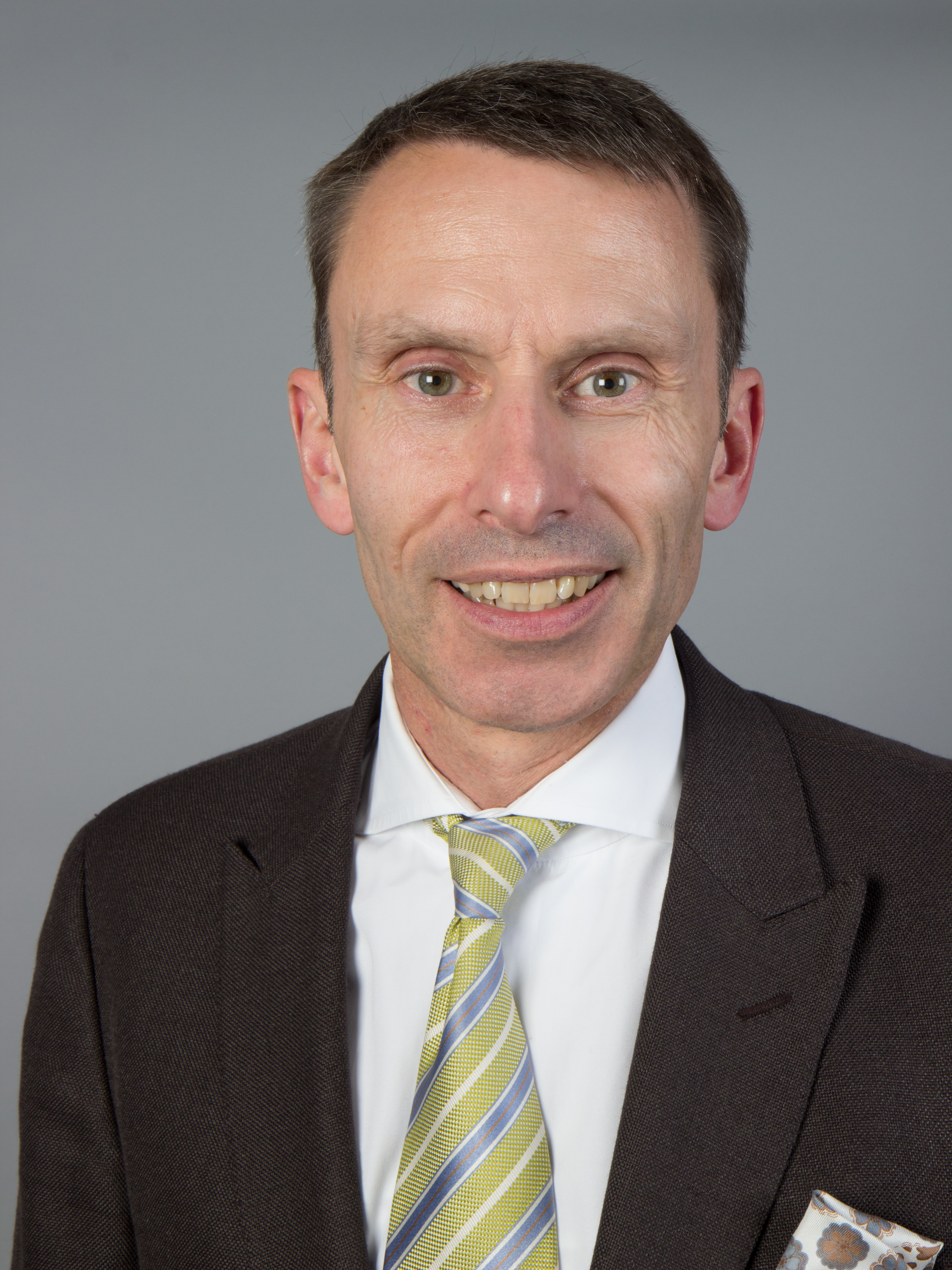
Jörg Kastendiek (2014)

Jörg Kastendiek (* 18. September 1964 in Bremen; † 13. Mai 2019 ebenda) war ein deutscher Politiker (CDU) und Baumanager. Von 1991 bis 2005 und wieder ab 2007 war er Mitglied der Bremischen Bürgerschaft. Er war von 2005 bis 2007 Senator für Wirtschaft, Arbeit und Häfen sowie Senator für Kultur in der Freien Hansestadt Bremen.

## Biografie

### Ausbildung und Beruf
Kastendiek besuchte eine Realschule, wurde von 1980 bis 1983 zum Betonbauer ausgebildet und erhielt 1984 an einer Fachoberschule die Fachhochschulreife. Von 1984 bis 1987 studierte er Bauingenieurwesen an der Hochschule Bremen und schloss als Diplom-Ingenieur (FH) ab. Von 1987 bis 2003 war er als Kalkulator und zuletzt Leiter der Kalkulation tätig. Seit 2007 gehörte er als Prokurist der Geschäftsführung der Kamü Bau GmbH an, eines Unternehmens der Zech Group. Im Oktober 2017 wurde er als Vorstand der Gewosie Wohnungsbaugenossenschaft Bremen-Nord e.G. vorgeschlagen, eine Tätigkeit, die er „spätestens zum 1. Mai“ 2018 hätte antreten sollen.

### Politik

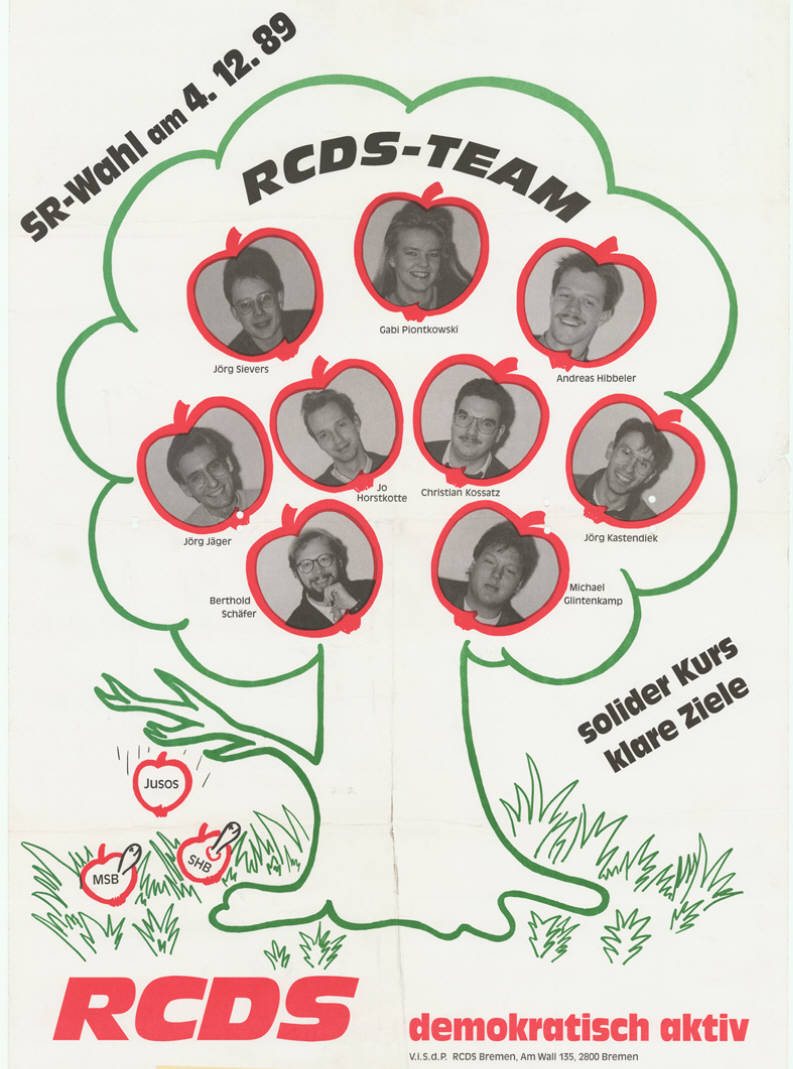
SR-Wahlplakat, RCDS-Team mit Kastendiek auf „3 Uhr“ (1989)

#### Partei
Kastendiek trat 1980 in die Junge Union ein und später in die CDU. Von 1985 bis 1987 war er Vorsitzender des Rings Christlich-Demokratischer Studenten (RCDS). Er war von 1988 bis 1992 Stellvertretender Landesvorsitzender der Jungen Union Bremen. Von 1996 bis 2004 war er Vorsitzender des CDU-Stadtbezirksverbands Burglesum. Ab 1996 war er Mitglied im Landesvorstand der Bremer CDU und ab 2008 Stellvertretender Landesvorsitzender der CDU in Bremen. Von Oktober 2009 bis Anfang 2013 war er Vorsitzender des CDU-Kreisverband Bremen-Nord. Ab November 2012 war er Landesvorsitzender der
CDU Bremen als Nachfolger von Rita Mohr-Lüllmann sowie Mitglied im Bundesvorstand der CDU.

#### Bürgerschaftsabgeordneter und Senator
Kastendiek gehörte über 25 Jahre seit 1991 als Abgeordneter – mit kurzer Unterbrechung als Senator – der Bremischen Bürgerschaft an.
Mitglied der Bremischen Bürgerschaft war er von 1991 bis 2005. Er war Sprecher der CDU-Fraktion für Häfen, Umwelt und Kultur und von Juli 2003 bis Mai 2005 Vorsitzender der CDU-Fraktion. Während der 16. Wahlperiode der Bremischen Bürgerschaft löste er im Mai 2005 den zurückgetretenen Peter Gloystein (CDU) als Senator für Wirtschaft und Häfen sowie für Kultur im Senat Böhrnsen I ab. Bei der Bürgerschaftswahl in Bremen 2007 zog er erneut in die Bürgerschaft ein, gehörte jedoch nicht mehr dem Senat Böhrnsen II  an. In der Bürgerschaft saß er zuletzt in der 19. Wahlperiode bis zu seinem Tod im Ausschuss für Angelegenheiten der Häfen im Lande Bremen und im Verfassungs- und Geschäftsordnungsausschuss sowie in der staatlichen und städtischen Deputation für Wirtschaft, Arbeit und Häfen. Er war zudem CDU-Fraktionssprecher für Wirtschaft und Arbeit.

### Weitere Mitgliedschaften
- Mitglied des Aufsichtsrats der W.J.B. GmbH
- Mitglied des Stiftungsrats der Kieserling Stiftung
- Mitglied des Kuratoriums der Rotary Stiftung Bremen-Nord

### Privates
Jörg Kastendiek war verheiratet, hatte einen Sohn und wohnte in Bremen-St. Magnus. Er starb im Mai 2019 im Alter von 54 Jahren an den Folgen eines malignen Lymphoms.